# Trolleybus de Dayton
Le réseau de trolleybus de Dayton est l'un des systèmes de transport en commun desservant la ville de Dayton, dans l'Ohio, aux États-Unis.

## Réseau actuel

### Aperçu général
Le réseau compte huit lignes de trolleybus.
| Ligne numéro | Destinations                                                         |
| ------------ | -------------------------------------------------------------------- |
| 1            | Gaddis St. − Wright State − W. Third St. − Westown Hub − Drexel      |
| 2            | Shedborne St. − Otterbein − Lexington − Northwest Hub                |
| 3            | Wayne Ave. − Eastown Hub − Westown Hub − Townview                    |
| 4            | Townview - Hoover − Delphos − Xenia Ave./Linden Ave. − Eastown Hub   |
| 5            | Valley St. − Children's Medical Center − Downtown Dayton − Far Hills |
| 6            | Lexington - Wayne Avenue                                             |
| 7            | N. Main St. − Shiloh − Downtown Dayton − Watervliet                  |
| 8            | Northwest Hub − Salem Ave. − Lakeview − Westown Hub                  |

### Matériel roulant

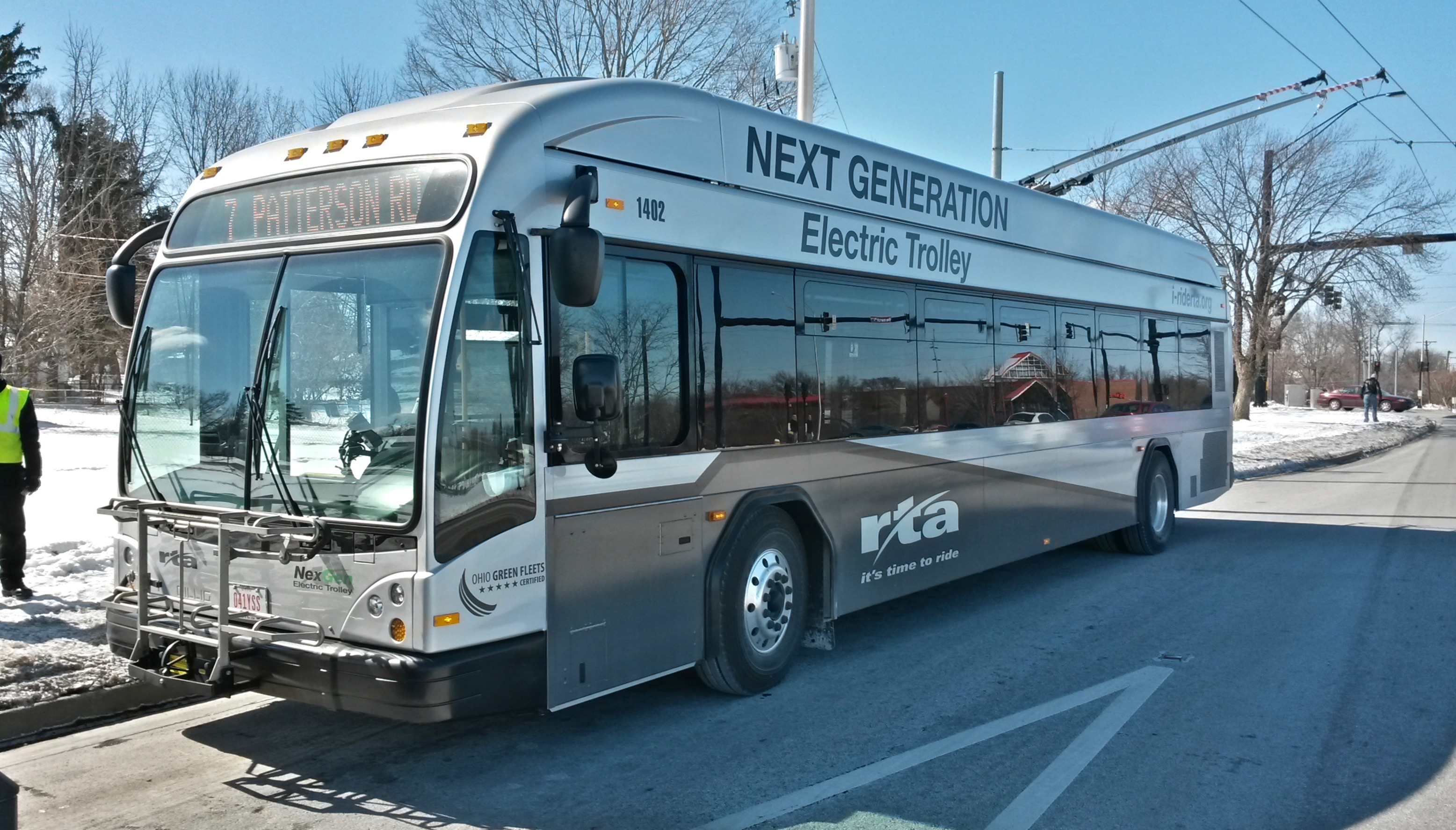
Un trolleybus Gillig en 2015

In 2018, le réseau exploite deux modèles de trolleybus.
| Numéros   | Quantité | Constructeur                                   | Équipement électrique | Modèle N° | Type                                                         | Années de construction |
| --------- | -------- | ---------------------------------------------- | --------------------- | --------- | ------------------------------------------------------------ | ---------------------- |
| 9801–9854 | 54       | Electric Transit, Inc. (ETI) (Skoda/AAI Corp.) | Skoda                 | 14TrE2    | Standard                                                     | 1998–99                |
| 1401–1404 | 4        | Gillig                                         | Vossloh Kiepe         |           | Standard, le mode dual (trolleybus/batterie d'accumulateurs) | 2014                   |